# چشم رع
چشم رع موجودی در اساطیر مصر باستان است که همتای زنانهٔ خدای خورشید، رع است. او با نیرویی خشونت‌آمیز دشمنان خود را مقهور خویش می‌سازد. چشم در راستای قدرت رع و برابر با «قرص خورشید» است؛ اما به صورت مستقل از آن عمل می‌کند. این ویژگی‌های چشم رع می‌تواند برای طیف گسترده‌ای از الهه‌های مصر از جمله حاثور، سِخمِت، باستِت، وادجـِت و موت در نظر گرفته شود. الهه چشم به عنوان مادر، خواهر، همسر و دختر خدای خورشید است. او با رع در چرخهٔ زایشش، که موجب تولد او در سپیده‌دم شد، شریک بوده‌است. خشونت چشم از رع در برابر شورش‌های دشمنان او — که حکومتش را تهدید می‌کنند — محافظت می‌کند. این جنبهٔ خطرناکِ الههٔ چشم اغلب به صورت یک ماده شیر یا اورائوس یا مار کبرا — که نماد حفاظت و اقتدار سلطنتی است — نشان داده می‌شود. چشم رع شبیه به چشم حورس است، که متعلق به یک خدای حورس بوده و مفاهیم مشابهی از آن را نشان می‌دهد. اثرات فاجعه‌آمیزِ از کنترل خارج شدن این قدرتِ قهریه و تلاش دیگر خدایان و الهگان، مایه‌ای برجسته و مکرر در اساطیر مصر هستند.
چشم رع در بسیاری از قسمت‌های دین مصریان باستان، از جمله در میان فرقه‌های متعلق به الهه‌هایی با قدرت برابر با او، حضور داشت. قدرت رشد و زندگی‌بخشی او در معابد جشن گرفته می‌شد و از جنبهٔ خطرناکش برای حفاظت از فرعون، مکان‌های مقدس و مردم عادی و خانه‌هاشان استفاده می‌شد.

## نقش‌ها

### خورشید
مصریان اغلب به خورشید و ماه، به عنوان «چشم»های خدایانِ شاخص می‌نگریستند. به‌طور مثال، چشم راست خدای حورس برابر با خورشید و چشم چپش برابر با ماه در نظر گرفته می‌شد. گاهی نیز مصریان چشم قَمَری را «چشم حورس»، با مفهومی پیچیده، اسطوره‌ای و نمادین، و چشم شمسی را «چشم رع» می‌نامیدند؛ رع خدای برجستهٔ خورشید در آیین مصریان باستان بود. اما در مصر، اعتقاداتِ بسیار متنوع و اصطلاحات و مفاهیمِ سیالی وجود داشت، چنان‌که گاه خورشید را هم «چشم حورس» تعبیر می‌کردند.

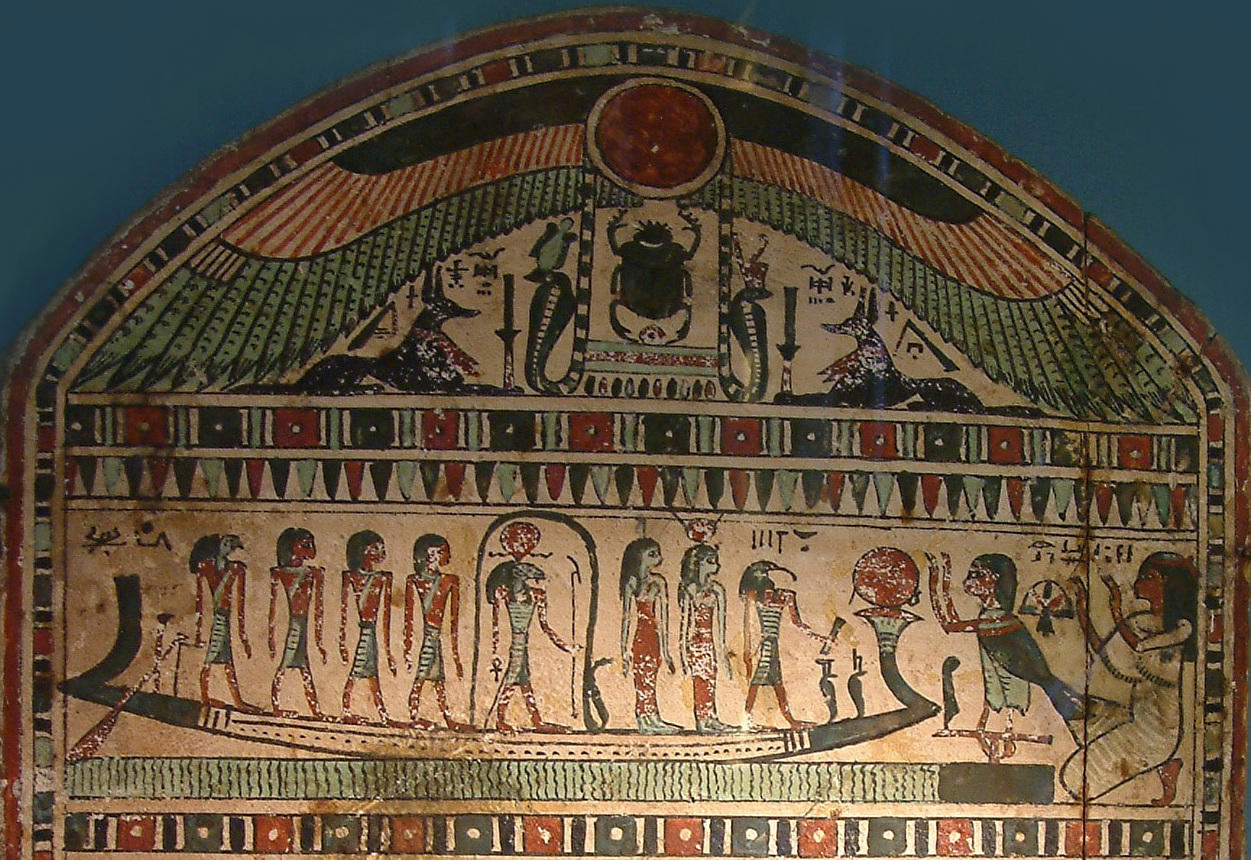
تصویری از کرجی خدایان که قرص خورشید روی آن قرار دارد.

قرص زرد یا قرمز رنگ خورشید، نمادی از چشم رع در هنر مصری بود. به دلیل اهمیت خورشید در دین مصریان، این نماد از شایع‌ترین نمادهای مذهبی در هنر مصر است. اگرچه مصرشناسان معمولاً این علامت را «قرص خورشید» می‌نامند، اما شکل محدّب آن در مجسمه‌های نقش برجسته به شکل یک کُره است. این علامت اغلب به صورت کره‌ای در بالای سر خدایانِ مرتبط با خورشید از جمله رع — به عنوان نشانی از این ارتباط — قرار داده شده‌است. قرص حتی گاهی به شکلِ فیزیکیِ رع تصویر شده‌است. گاه نیز خدای خورشید در اشکال مختلفی درون قرص به تصویر کشیده شده و در آن محصور است. مصریان اغلب حرکت خورشید در آسمان را به شکل حرکت یک قایق کرجی در آب تشبیه می‌کردند که رع و خدایان نزدیک به او را حمل می‌کند؛ این موضوع می‌تواند بعدها موجب برابر دانستن کرجی با قرص خورشید یا دلیل کشیدن کرجی درون قرص شده باشد. در متون مصری اغلب قرص را به عنوان «دختر» رع خوانده‌اند.
به عنوان خورشید، چشم رع یک منبع گرما و نور است و در ارتباط با آتش و شعله‌های آن است. این ارتباط از سرخ‌فام بودنِ نور خورشید هنگام طلوع آفتاب و ستارهٔ صبح اقتباس شده‌است.

### زایش و خلقت
چشم‌های خدایان مصر اگرچه جنبه‌ای از قدرت خدایان بودند، ولی گاهی خود نقش فعالی در اساطیر به عهده می‌گرفتند که احتمالاً ریشه در کلمهٔ «چشم» در زبان مصری کهن دارد؛ jrt به معنی «چشم» مشابه و هم‌آوای واژهٔ «انجام دادن» یا «عمل» نیز بوده‌است. وجود پسوند مونث -t در jrt ممکن است توضیح دهد که چرا چشم‌های برخی اسطوره‌ها به عنوان شخصیت مستقل یک زن در نظر گرفته شده‌است. به‌طور خاص، چشم رع در جریان ایجاد خدای خورشید عمیقاً درگیر بوده‌است.

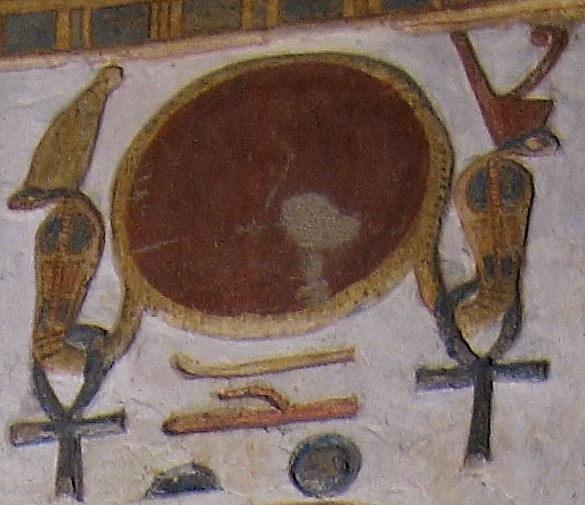
نمادی از چشم رع در آثار به جای مانده از مصریان باستان

در اساطیر مصر، طلوع خورشید در هر صبحگاه را به تولد رع تشبیه می‌کنند و در واقع، آن را یادآور اتفاقاتِ منجر به ایجاد هستی می‌دانند. رع از بدن یک الهه که نشان‌دهندهٔ آسمان است — معمولاً نوت — پدید آمد. توصیفات از طلوع خورشید، اغلب رع را به عنوان یک کودکِ مُحاط در قرص خورشید نشان داده‌اند. در این زمینه مصرشناس، لانا تروی، معتقد است که قرص هم ممکن است نشان‌دهندهٔ رحمی که از آن، رع متولد شده، باشد و هم می‌تواند جفت در هنگام زایش او باشد؛ لذا چشم رع می‌تواند به صورت یک الهه تصور شود، که با توجه به آنچه تروی گفته‌است، هم نقش مادر (رحم) را داراست و هم مانند خواهر (جفت) اوست. گاه نیز گفته شده خدای خورشید هر شامگاه در بدن الههٔ آسمان وارد شده و او را آبستن کرده تا برای تولد مجددش در طلوع بعدی آماده گردد. در چنین حالتی، چشم در جایگاه رحم مادر و رع در جایگاه کودک است و در عین حال چشم نقش همسر رع بالغ را نیز دارد. همچنین رع بالغ نقش پدر را در طلوع بعدی خورشید خواهد داشت. چشم در نتیجه، همتایی زنانه برای قدرتِ خلق در شخصیت مردانهٔ رع است، و بخشی از دیدگاهِ گسترده‌ترِ مصریان در بیان خلقت و رستاخیز و استعاره‌ای از تولید مثل جنسی است. رع دخترش، چشم، را رشد می‌دهد، در حالی که خودْ پسر اوست و این چرخه، مداوم تکرار می‌گردد.
رع در چنین رابطه‌ای با چشم، بی‌مانند نیست. دیگر خدایان خورشیدی ممکن است در روشی مشابه با الهه‌های متعددِ مرتبط با چشم، ارتباط برقرار کنند. حاثور یک الهه برای آسمان، خورشید و باروری است که اغلب او را نیز به نام چشم رع خوانده‌اند. او با حورس — که او نیز مرتبط با خورشید است — روابطی دارد که شبیه به رابطهٔ بین رع و چشم اوست. حاثور همچنین به عنوان «چشم حورس» نیز شناخته شده و این راهی برای تمایز بخشیدن میان دو چشم مذکور است. چشم همچنین در مواردی می‌تواند برای آتوم — از خدایانی که ارتباط تنگاتنگی با رع دارد — نیز بسط یابد. این چشم را به نام «چشم آتوم» نیز معرفی کرده‌اند و در موارد دیگری این دو تفکیک شده‌اند؛ چشم رع را به صورت خورشید و چشم آتوم را ماه تصور کرده‌اند.

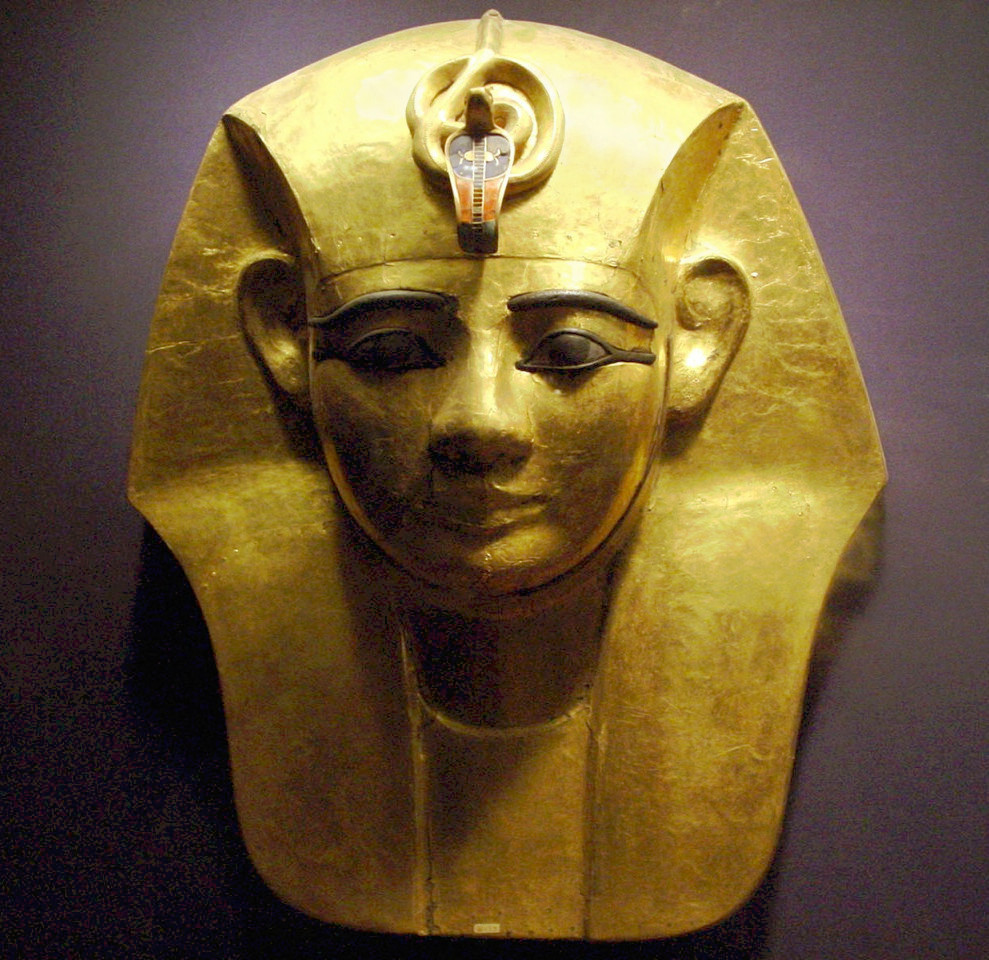
اورائوس روی سر آمنم‌اوپه

یک افسانه در مورد چشم از اشارات متون تابوت در دورهٔ پادشاهی میانه (حدود ۲۰۵۵–۱۶۵۰ سال پیش از میلاد) شناسایی شده و توضیحات کامل‌تر آن در پاپیروس برمنر-رایند از دوره متأخر (۶۶۴–۳۳۲ پیش از میلاد) آمده، که روابط نزدیک چشم با رع و آتوم را نشان می‌دهد و به توانایی او برای مستقل عمل کردن اشاره می‌کند. اسطورهٔ چشم پیش از خلقت جهان و زمانی که خورشید خلق شود — یا رع و آتوم در کار باشند — به تنهایی وجود داشته‌است. شو و تفنوت، فرزندان این خدای خالق، به سوی آب‌های نو — که از دید مصریان قبل از خلقت وجود داشته — می‌روند و رع برای یافتن آنان چشم خود را روانه می‌کند. چشم به دنبال شو و تِفنوت می‌گردد ولی متوجه می‌شود که خالق، چشم جدیدی را آفریده و به جای او نشانده‌است. خدای خالق با بخشیدن جایگاه والاتری بر روی پیشانی خود، او را آرام و راضی می‌کند که این چشم روی پیشانی در قالب اورائوس درآمده و به نظر می‌رسد نماد کبرا — که اغلب در هنر مصری، به ویژه در تاج سلطنتی، حضور دارد — نشانی از آن است. برابر کردن چشم با اورائوس و قرارگیری نقش چشم بر روی تاج، در تاج‌های رع، فرعون و آن‌ها که با رع مرتبط هستند، اعمال می‌شد. پس از بازگشت شو و تفنوت، خدای خالق اشک ریخت ولی خود نمی‌دانست که این اشک از خوشحالیِ بازگشتِ فرزندانش است یا از ناراحتی خشمِ چشم؛ این اشک‌ها منجر به ظهور اولین انسان شد. در گونهٔ دیگری از این داستان، چشم اشک می‌ریزد و بدین شکل او جَدّ بشریت می‌شود.
اشک چشم رع بخشی از ارتباط کلی چشم و گریه است. علاوه بر این، چشم در اینجا می‌تواند با ستارهٔ صبحگاهی و شباهنگ در ارتباط باشد. هر تابستان با شروع سال نو در گاهشماری مصری، با کنار روزیِ شباهنگ قبل از غروب آفتاب، ستاره به بالای افق می‌رود که خود منادی شروع فصل طغیان رود نیل و سیراب و بارور شدن زمین‌های کشاورزی در مصر است؛ بنابراین چشم رع به بالا می‌رود و اشکی می‌بارد که باروری را به تمامی مصر می‌آورد.

### خشونت و حفاظت
چشم رع همچنین می‌تواند نشانگر جنبهٔ قدرتِ مخربِ رع نیز باشد: گرمای خورشید که در مصر می‌تواند بسیار سخت و سوزان باشد، گاه توسط مصریان باستان به شلیک پیکانی از سوی خداوند برای نابود کردن ستمکاران، تشبیه شده‌است. اورائوس نمادی منطقی برای این قدرت خطرناک به‌شمار می‌رود. در آثار هنری، غالباً قرص خورشید همراه با یک یا دو اورائیِ مارپیچ در اطراف آن است. اورائوسِ شمسی نشان‌دهندهٔ چشم به عنوان یک نیروی دهشتناک است که گرداگرد خدای خورشید را فرا گرفته و از او، با شعله‌های آتشی که همچون سَمّ کبرا گسیل می‌گردند، در برابر دشمنانش محافظت می‌کند. گاهی چهار اورائی، کرجی رع را در خود محاط می‌کنند. مجموعاً آن‌ها را «حاثور و چهار صورتش» می‌خوانند و نشان‌دهندهٔ خشونت چشم در تمامی جهات هستند.
دشمنان رع نیروهای هرج و مرج هستند که ماعت، نظم کیهانی که رع ایجاد کرده‌است، را تهدید می‌کنند. دشمنان، افرادی هستند که به گسترش بی‌نظمی دامن می‌زنند و قدرتی کیهانی دارند؛ مانند آپـِپ که تجسمی از هرج و مرج است و رع، همراه با دیگر خدایانِ حاضر در کرجی، هر شب با او می‌جنگند. نحسی زل زدن آپپ، خود یک سلاح قوی در برابر رع است و چشم رع یکی از چند قدرتی است که می‌توانند به مقابله با آن بشتابند. برخی از تعابیر نامشخص در متون تابوت به این مطلب اشاره می‌کنند که تصور می‌شده آپپ قادر به مجروح کردن یا سرقتِ چشم رع از استادش در طول مبارزه است. در متون دیگری از کمک قدرتِ آتشینِ چشم به آپپ برای تخریب و بی‌نظمی اشاره شده‌است. چشم‌نظر یا بلاگردان، عملکردِ چشم رع و دیگر چشم‌های مشابه آن را دارد و اعتقاد به دفع شر توسط آن وجود دارد.
پرخاشگریِ چشم حتی ممکن است دامن‌گیر خدایان دیگر — که برخلاف آپپ شرور نیستند — نیز شود؛ شواهدی که در اوایل متون تشییع جنازه آمده، نشان می‌دهد که هنگام سپیده‌دم، رع دیگر خدایان را می‌بلعد و این خدایان به ستارگانی که در صبحگاه محو می‌شوند، تعبیر شده‌اند. با انجام این کار، او قدرت خدایان دیگر را جذب می‌کند و در نتیجه شور و نشاط خود را بازمی‌یابد و شب هنگام دوباره آنان را تف می‌کند. گفته شده چشم رع در این عمل با رع همدستی کرده و به ذبح خدایان می‌پردازد تا رع آنان را ببلعد. نور سرخ‌رنگ سحر تعبیری از خون به‌راه‌افتاده از این کشتار است.
در اسطوره‌ای به نام نابودی بشریت که در کتاب آسمانی گاو در دورهٔ پادشاهی جدید (در حدود ۱۵۵۰–۱۰۷۰ پیش از میلاد) نوشته شده، رع از چشم به عنوان یک سلاح استفاده می‌کند تا در برابر انسان که علیه اقتدار او شوریده بایستد. او چشم — یا همان حاثور، با خشونتی که به صورت ماده شیری از الههٔ سخمت ظهور یافته — را به قتل‌عام آن‌ها می‌فرستد. اما پس از اولین روز کشتار، رع تصمیم می‌گیرد برای جلوگیری از کشتن همهٔ بشریت، او را بازگرداند. او فرمان می‌دهد آبجو رنگ قرمز گیرد و بر روی زمین ریخته شود. الههٔ چشم نوشیدنی آبجو را به اشتباه به جای خون می‌نوشد و از سرخوشیِ آن بدون توجه به قربانیان دیگر، نزد رع بازمی‌گردد؛ لذا او از طریق مستی، به شکل بی‌ضرری بازگشته است. نادین گویلهو معتقد است که بیداد چشم اشاره به گرما و بیماری‌های گستردهٔ مصر و به‌طور خاص به روز کبیسهٔ قبل از سال جدید دارد که به عنوان بداقبالی شناخته می‌شدند. قرمزی آبجو ممکن است در اشاره به قرمزی گِل‌ولای باقی‌مانده از طغیان نیل باشد، که مصریان عقیده داشتند وجود آن برای پایان یافتن بداقبالی لازم است.
هنگامی که چشم شمسی، طبیعتِ خشن خود را نشان دهد، کنترل آن حتی برای استادش سخت خواهد بود. در اسطورهٔ «الهه‌های دور» بن‌مایه‌ای از ناراحتی چشم نسبت به رع وجود دارد، که موجب می‌شود او از رع دور شود. در برخی از نسخه‌ها این خشم در اثر جایگزینی چشم دیگری توسط رع، هنگام جستجو برای یافتن پسران او بود، ولی در نسخه‌های دیگر، شورش چشم پس از تکامل هستی رخ می‌دهد. دیمیتری مکس و کریستین فاوارد-مکس این حوادث را واکنش چشم به فریب خوردنش توسط رع پس از کشتار بشریت تفسیر کرده‌اند. در حالی که کارولین گریو-براون آن را به عنوان بُعدی پیچیده از افسانه‌های کتاب آسمانی گاو می‌پندارد. با رفتن چشم، رع آسیب‌پذیر می‌شود و در برابر دشمنان خود از بخش زیادی از قدرتش بی‌بهره می‌ماند. غیاب چشم و تضعیف خورشید ممکن است داستانی اساطیری در اشاره به خورشید گرفتگی باشد. علاوه بر این ممکن است بخشی از یک بن‌مایهٔ بزرگ‌تر در اسطوره‌های مصر باشد که در آن یک چشمِ خدا از دست می‌رود و او با الههٔ دیگری آن را جایگزین می‌کند. این بن‌مایه برای چشم حورس نیز به‌کار برده می‌شود که در افسانهٔ ازیریس پاره‌پاره شده و باید بازگردانده شود یا شفا یابد تا حورس قدرت از دست رفته‌اش را بازیابد.
در این بین، چشم در سرزمین‌های دور — همچون نوبه، لیبی یا پونت — سرگردان می‌شود. او به شکل یک گربه‌سان درمی‌آید که مانند نیروهای هرج و مرج، خطرناک و غیرقابل کنترل است. به منظور برقراری نظم، یکی از خدایان برای بازگرداندنش روانه می‌شود. در یکی از نسخه‌های شناخته‌شده، اشارات پراکنده‌ای به خدای جنگجو اَنحور در جستجوی چشم شده — که شکلی از الههٔ مِحیت را به خود گرفته — از مهارت‌های خود مثل یک شکارچی استفاده می‌کند. در داستانی دیگر شو در جستجوی تفنوت است؛ در اینجا چشم به عنوان خدایی مستقل نشان داده می‌شود. همچنین احتمال دارد تحوت که اغلب به عنوان یک رسول و میانجی در میان خدایان مصریان بوده، به دنبال چشم رفته باشد و نقش خود را در بازگشتِ چشم رع به همان شکل که در افسانهٔ ازیریس برای چشم حورس انجام داده، ایفا کند. در پاپیروس‌های دوره متأخر لقب «اسطوره چشم خورشید»، برای متقاعد کردن چشم رع به بازگشت از طریق ترکیبی از سخنرانی‌ها، ترفندها و داستان‌های سرگرم‌کننده، به تحوت اهدا شده‌است. تلاش‌های او همواره موفق نبوده؛ در یک جا الهه از سخنان تحوت بسیار خشمگین شده و از یک گربه‌سان خوش‌خیم تبدیل به ماده شیری آتشین‌کام بدل می‌شود که تحوت را از جای می‌پراند.
زمانی که الهه متقاعد شد که بازگردد، او را برای بازگشت به مصر همراهی می‌کنند. بازگشت او نشانهٔ آغاز آب‌گیری نیل و سال جدید است. بدین طریق الههٔ چشم یک بار دیگر نزد خدای خورشید، یا در برخی از نسخه‌های این داستان نزد خدایی که موجب بازگشت او شده، خواهد رفت و همسری او را خواهد کرد. محیت همسر آنحور شده، تفنوت با شو برابر است و همسر تحوت گاه به نِحمِتاوی — الهه‌ای کوچک به شکل آرام شدهٔ چشم — است. در بسیاری از موارد، الههٔ چشم و همسرش یک فرزند الهی می‌آفرینند که خدای خورشید بعدی خواهد شد. تغییر حالت الهه از شکل خصومت‌آمیزش به گونهٔ صلح‌آمیز یک گام کلیدی در تجدید خدای خورشید و پادشاهی‌ای است که او نمایندهٔ آن است.
ماهیت دوگانهٔ الههٔ چشم از منظر گریوز-براون نشانگر «دیدگاه مصریان بر طبیعت دوگانهٔ زنان، شامل هر دو احساس شدید خشم و عشق است.» این همان نظر دربارهٔ زنانگی است که در متونِ توصیفِ ویژگی‌های زنان در آموزش آنخششونگ آمده‌است، که می‌گوید زمانی که یک مرد می‌تواند همسرش را خوشحال نگه دارد، او همچون یک گربه است و زمانی که نتواند چنین کند، مانند یک ماده شیر می‌شود.

## ارتباط با دیگر الهه‌ها

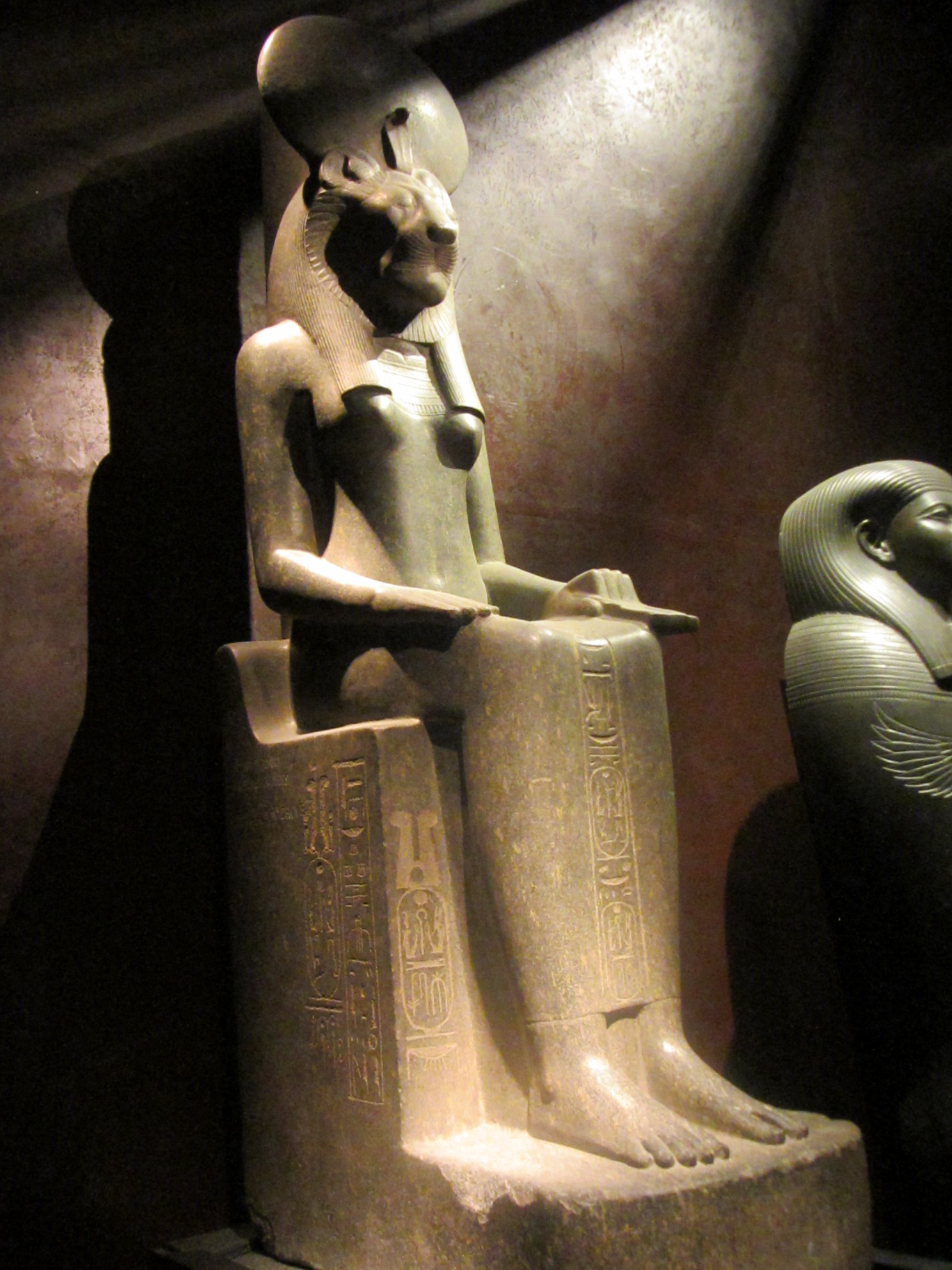
سخمت؛ الهه‌ای با سر شیر که قرص خورشید و اورائوس بر روی آن دیده می‌شود.

به‌طور کلی شخصیت چشم رع بخش مهمی از مفاهیمِ حاملگیِ زن در الوهیت مصر را تشکیل داده و گاه چشم برابر با الههٔ بسیار برجسته‌ای مانند حاثور یا آن گونه که در کتیبه‌ای آمده، برابر با ماده شیری مبهم به نام مِستجِت قرار گرفته‌است.
مصریان بسیاری از خدایان مرتبط با خورشید را در قالب گربه‌ایان در نظر گرفته‌اند و خدایان ماده‌شیر همچون سخمت، منحیت و تفنوت را برابر با چشم تعبیر کرده‌اند. باستت به شکلی به تصویر کشیده شد که هر دو حالت گربه و شیر از آن درک گردد و این دوگانگی شمایل او می‌تواند نشان‌دهندهٔ دو جنبهٔ مسالمت‌آمیز و خشونت‌آمیز چشم باشد. یکی دیگر از الهه‌های چشم خورشیدی موت، همسر خدای آمون، از همراهان رع، بود. موت در ابتدا به نام چشم رع، در دورهٔ اواخر پادشاهی جدید، نامیده می‌شد و جنبه‌های شخصیتی او که مرتبط با چشم بود، به‌طور فزاینده‌ای در طول زمان رشد کرد و برجسته شد. موت بیش از اندازه به هر دو فرم شیر و گربه شباهت دارد.
به همین ترتیب، الهه‌های کبرا اغلب نمایندگانی از چشم هستند. در میان چنین الهه‌هایی، وادجت یک خدای قیمومتی از مصر سفلی بود که ارتباط تنگاتنگی با تاج سلطنتی و حفاظت از پادشاه داشت. از دیگر خدایان چشم‌گونهٔ مرتبط با الههٔ کبرا، الههٔ باروری رنه‌نوتت، الههٔ شعبده‌بازی وِرِت‌هِکائو و الههٔ محافظ دفینه‌ها در شهر تبای به نام مرت‌سکر بودند.
خدایانِ در ارتباط با چشم، محدود به اشکال گربه و مار نبودند. شکل غالب حاثور در میان حیوانات، یک گاو است که دارای ارتباط تنگاتنگی با الههٔ چشم مِحِت‌وِرِت است. نِخبِت نیز یک کرکس بود که با وادجت، چشم و تاج مصر مربوط است. بسیاری از الهه‌های چشم به نظر می‌رسد به‌طور عمده در قالب انسان بودند از جمله نیث، که گاهی خدای جنگاوری و گاهی مادر خدای خورشید است و ساتِت و آنوکت که مرتبط با آبشارهای نیل و طغیان این رود بودند. از دیگر الهه‌های مشابه، سوثیس، خدای ستارهٔ هم‌نامی، و میت، تجسم نظم کیهانی که دختر رع هم نامیده شده، بوده‌اند. حتی ایزیس که معمولاً به جای رع همراه اُزیریس بوده، یا عشتروت که یک خدای باروری و جنگ در سرزمین کنعان بوده‌است، گاهی با چشم خورشیدی برابر دانسته شدند.
غالباً دو الههٔ مرتبط به چشم با هم ظاهر می‌شوند و هر یک به نمایندگی از یکی از جنبه‌های دوگانهٔ چشم ایفای نقش می‌کنند. در کنار هم قرار دادن این خدایان اغلب برای ارائه نقش‌های زایش و خشمِ شخصیت چشم است که گاهی حاثور و سخمت آن را ایفا کرده‌اند. وادجت و نخبت می‌توانند برای نشان دادن مصر علیا و سفلی با تاج قرمز و سفید نقش گیرند. به‌طور مشابهی موت، که توسط فرقه‌های شهر تِبای پرستیده می‌شد، گاهی به عنوان نماینده مصر علیا همتای سخمت بود، که در ممفیس در مصر سفلی، پرستش می‌شده‌است.
این الهه‌ها و شمایل‌نگاری‌شان غالباً با هم آمیخته‌است. بسیاری از ترکیب‌ها مانند حاثور–تفنوت، موت–سخمت و باستت–سوثیس نیز به نظر می‌رسد در متون مصری حضور داشتند. وادجت می‌تواند گاهی با سر شیر، به جای کبرا به تصویر درآید و نخبت می‌تواند در شکل کبرا به عنوان همتایی برای وادجت گردد و بسیاری از این الهه‌ها قرص خورشید را بر روی سر خود دارند و گاهی علاوه بر این، اورائوس یا شاخ گاوی، مانندِ حاثور روی سرشان وجود دارد. در آغاز پادشاهی میانه در هیروگلیف اورائوس می‌تواند به عنوان یک واژه‌نگاشت یا مشخصه برای کلمهٔ «الهه» باشد، چون تقریباً هر الهه‌ای با چشم در ارتباط است و مشخصات مشابهی میان‌شان وجود دارد.

## پرستش
چشم رع در بسیاری از قسمت‌های دین مصریان وارد شده و اسطورهٔ او با بسیاری از الهه‌ها آمیخته شده‌است و آن‌ها را با نام چشم می‌شناسند.
پرواز چشم و بازگشتش به مصر یکی از ویژگی‌های مشترکِ مراسم‌های دوران بطلمیوسی و رومی (۳۰۵ قبل از میلاد – ۳۹۰ پس از میلاد) بوده‌است، وقتی سال جدید فرامی‌رسید و رود نیل طغیان می‌کرد، مردم مصر بازگشت چشم از دورهٔ سرگردانیش در سرزمین‌های خارجی را جشن می‌گرفتند. معابد مصریان که در امتداد رودخانهٔ نیل ساخته شده‌اند، حاوی تصاویری از شادی حیوانات و کوتوله‌ها به خاطر ورود الهه هستند. دانشمندان نمی‌دانند که چگونه این اسطوره توسعه یافته و آداب و تشریفات در زمانه‌های قدیم‌تر چگونه بوده‌است. یکی از قدیمی‌ترین نمونه‌ها، بازگشت موت به معبد خود در تِبای است که هر ساله جشن گرفته می‌شد و این مربوط به اوایل دورهٔ پادشاهی جدید است. در معبدی متعلق به مونت در مدامود جشنواره‌ای از اواخر پادشاهی میانه بوده که شاید بازگشت همسر مونت، رائت‌تاوی، را پاس می‌داشته که می‌توان این اسطوره را برابر حاثور و چشم رع دانست. بازگشت این الههٔ چشم، در قالب باروری و حاصلخیزی، شرایط را برای ازدواج مجددش با مونت و تولد فرزند اساطیری‌شان، که شکلی از حورس بود، مهیا می‌کرد. جشن سال جدید و بازگشت الهه به خانه‌اش در این معبد با نوشیدن و رقص همراه بود، که همتای وضع سرمستی الهه پس از بازگشتش بوده‌است. در شهرهای دیگر دو الهه به عنوان جنبه‌های متخاصم و صلح‌آمیز چشم پرستش می‌شدند؛ مانند آیـِت و نِهم‌ِتاوی در هراکلئوپولیس یا ساتت و آنوکِت در اسوان.
در یک آیین دیگر معابد، فرعون یک بازی تشریفاتی به افتخار الههٔ چشم، به شکل حاثور، سخمت یا تفنوت شرکت می‌کرد که طی این بازی، او توپی به عنوان نمادِ چشمِ آپپ را با چماقی ساخته‌شده از نوعی چوب — که گفته می‌شد حالت ارتجاعی دارد — می‌زد. این مراسم نبرد چشم رع با بزرگترین دشمنش را در قالب یک بازی نشان می‌دهد.

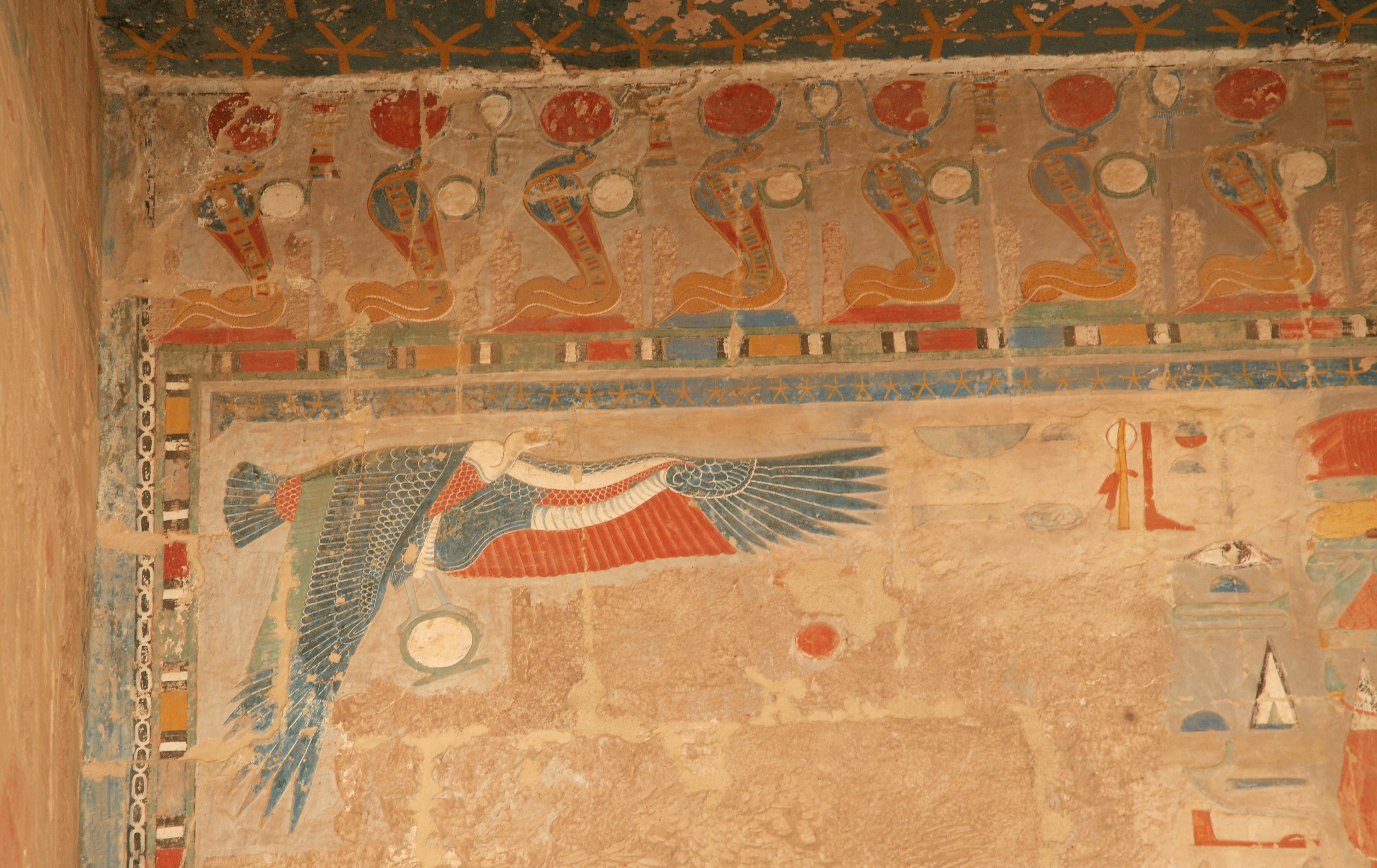
حواشی زینتی از اورائی که قرص خورشید را در بالای دیواره حمل می‌کند، مرده‌شورخانهٔ معبد حتشپسوت

مفهوم چشم خورشیدی به عنوان مادر، همسر و دختر خدا با ایدئولوژی سلطنتی درهم‌آمیخت. فراعنه در نقش رع و همسران‌شان در ارتباط با چشم و الهه‌های برابر با آن در نظر گرفته می‌شدند. قرص خورشید و اورائیِ به‌کاررفته در پوشش سر همسران فراعنه در دورهٔ پادشاهی نو، بازتاب‌دهندهٔ این ارتباط است. این زنانِ روحانی به عنوان «همسران» تشریفاتیِ خاصِ خدایان در طول دورهٔ میانی سوم (حدود ۱۰۵۹–۶۵۳ پیش از میلاد) شناخته می‌شدند، مانند «همسر خدای آمون» که روابط مشابهی با خدایانی که بدان‌ها خدمت کرده، داشت. آمنهوتپ سوم حتی یک معبد در سده‌اینگا برای ملکه تیه به عنوان جلوه‌ای از چشم رع اختصاص داد که همتای معبد خود آمنهوتپ در نزدیکی سولب است.
شکل ظاهری چشم نیز در مراسم مذهبی و نمادگرایی به عنوان عامل حفاظت مطرح شده‌است. اورائی در پوشش سر سلطنتی و الهی به نقش الهه‌های چشم به عنوان محافظان خدایان و پادشاه‌هان اشاره دارد. به شکل مشابه، اورائی در بالای حرم و سایر سازه‌های مقدس دیده می‌شود و به صورت نمادین از آن‌ها در برابر قدرت‌های خصمانه محافظت می‌کند. بسیاری از آیین‌های معبد به الهه‌های چشم مربوط هستند تا از معبد یا حاکم مقدس دفاع کنند. اغلب، متون مربوط به چنین آیینی به‌طور خاص شامل مجموعه‌ای از چهار اورائی دفاعی هستند. این اورائی‌ها گاهی در قالب‌های مختلفی از الهه‌های مرتبط با چشم شناسایی می‌شوند، اما آن‌ها همچنین می‌توانند به عنوان نشانی از «حاثور چهار چهره» شناخته شوند، که وظیفهٔ حفاظت از کرجی خورشید را داشته و به مکان‌های خاصی در زمین گسترش یافته‌است.
چشم رع همچنین می‌تواند برای دفاع از افراد عادی استفاده شود. برخی از تعویذهای بلاگردان شکل چشم حورس را در یک طرف و تصویر الهه‌ها را در سوی دیگر دارند. این بلاگردان‌ها به احتمال زیاد نشانه‌ای از ارتباط بین چشم حورس و چشم رع برای استفاده از قدرت‌هاشان در حفاظت شخصی به کار گرفته شده‌اند. علاوه بر این، طلسم‌های جادویی خاصی از دوره پادشاهی جدید وجود داشته‌است، مانند قرار دادن شکلی رُسی از اورائی در اطراف یک خانه یا اتاق که برای محافظت اورائی خورشیدی در آیین‌هایی مقدس پرستش می‌شده‌است. تصور می‌شد که این اورائی‌ها منزل را از شر ارواح بد و کابوس‌هایی که به آن‌ها تعلق داشتند، یا سایر دشمنان ساکن خانه، محافظت می‌کنند. بر طلسم‌ها نوشته شده «آتش بر دهان‌شان». مدل‌هایی مانند این طلسم در بقایای شهرهای باستانی مصر یافت شدند و شامل کاسه‌هایی بودند که سوخت را بر دهانه‌های آن‌ها می‌توان سوزاند، لیکن نمونه‌های کشف‌شده اثری از سوختگی ندارند. چه حقیقی باشد یا استعاری، آتش در دهان کبرا، مانند شعله‌های آتش توسط چشم رع، به منظور نابودیِ تاریکیِ شبانه و سوزاندن موجودات خطرناکی که در آن حرکت می‌کنند، تعبیر می‌شود.
اهمیت چشم به زندگی پس از مرگ نیز گسترش می‌یابد. متون تدفینی مصر، روحِ درگذشته را همراه رع در سفر شبانه‌اش به دوات، قلمرو مرده‌گان، دانسته و معتقد به تولد دوبارهٔ او در سپیده‌دم هستند. در این متون چشم و مظاهر مختلف آن، اغلب برای محافظت و باززایش مرده‌ای که همراه رع شده، مشاهده می‌شوند. طلسم در متون تابوت بیان می‌کند که باستت، به عنوان چشم، دوات را مانند یک مشعل روشن می‌کند و اجازه می‌دهد که مرده‌ها با خیال راحت به سوی اعماق عبور کنند.

## مطالعهٔ بیشتر
- ورونیکا ایونس (۲۲ آذر ۱۳۹۱). «رع؛ خورشید مصر». ترجمهٔ باجلان فرخی. راسخون.
- «قدرت عجیب طلسم 'چشم‌زخم'». بی‌بی‌سی فارسی. ۱۲ فروردین ۱۳۹۷.

- de Cenival, Françoise (1988). Le Mythe de l'oeil du soleil (به فرانسوی). Sommerhausen. ISBN 3-924151-02-4.
- Hornung, Erik (1997). Der ägyptische Mythos von der Himmelskuh, 2d ed (به آلمانی). Vandehoeck & Ruprecht. ISBN 3-525-53737-9.
- Otto, Eberhard (1975). "Augensagen".  In Helck, Wolfgang; Otto, Eberhard (eds.). Lexikon der Ägyptologie, Band 1 (به آلمانی). Harrassowitz. ISBN 978-3-447-01670-4.